# Емаскуляція
Емаскуля́ція чоловічої статі — це видалення як пеніса, так і яєчок (зовнішніх чоловічих статевих органів). Залежно від контексту, це може розглядатися як консенсусна модифікація тіла або неконсенсуальне калічення статевих органів.
Цей термін може також стосуватися більш загально до усього, що робить чоловіка менш мужнім.

## Модифікація та каліцтво статевих органів

### В історії

#### Європа
У середньовічній Європі емаскуляція застосовувалася як вид покарання. Іноді це робилося, коли людину вішали, тягали та чвертували — форма страти шляхом тортур. В XIX столітті на Росії, у секті скопці християнства проводили емаскуляцію (вихолощення), яку вони визначали як «велика печатка».

#### Східна Азія
У Стародавньому Китаї емаскуляція проводилася як покарання аж до династії Суй та династії Тан. Крім того, деякі чоловіки проходили процедуру, щоб обійняти посаду імператорського слуги чи бюрократа. В англійській мові слово євнух, як правило, використовується для позначення цих китайців, які зазнали емаскуляції, і їх часто називають «кастрованими», а не «емаскульованими». Що стосується династії Цін, емаскуляція все ще проводилася в Китаї. Чжен Хе, династія Мін, зазначила, що адмірал імперського флоту був кастрований ще хлопчиком. У XIX столітті, сини та онук повсталого Якуба Бега вижили, та були покарані шляхом емаскуляції та поневолення. Останнім імператорським євнухом був Сун Яотін, який помер у 1996 р. Для отримання додаткової інформації про емаскуляцію в Китаї дивіться статтю Євнухи в імперському Китаї.
Стародавні в'єтнамці прийняли китайську практику емаскуляції та використання євнухів як слуг і рабів монархії. Як повідомлялося, процедура була дуже болісною, оскільки видаляли як яєчка, так і пеніс. У 1838 р. Імператор В'єтнаму Мінь Мунг прийняв закон, згідно з яким можна було емаскулювати лише дорослих чоловіків з високим соціальним статусом. Врешті-решт, більшість євнухів виявилися чоловіками, які народилися з патологією статевих органів, а потім були передані владі. Наприкінці XIX століття французи використали існування євнухів у В'єтнамі, щоб принизити в'єтнамців. Для отримання додаткової інформації про емаскуляцію у В'єтнамі дивіться розділ кастрація у В'єтнамі.
Хітанський народ північно-східної Азії також прийняв китайську практику емаскуляції рабів.

#### Близький Схід та Африка
В арабській работоргівлі поневолених чоловіків та хлопців зі Східної Африки часто «кастрували» видаляючи пеніс та яєчка.

### У сучасні дні
На Індійському субконтиненті, як повідомляється, деякі члени громад хіджра зазнають емаскуляції. Це називається нірван (nirwaan) і розглядається як обряд переходу.
У США чоловіки субкультури Нулло добровільно проходять емаскуляцію.

### У Біблії
У Старому Завіті:
Ніхто, у кого яєчка розчавлені або у кого відрізаний чоловічий орган, не повинен входити до складу L.
— Повторення Закону 23: 1 (ESV):
(«…не ввійде до Господнього зібрання», за твердженням рабинів, це означає, що він не може одружитися з дочкою Ізраїля.)

## Інші значення
Ширше значення слова емаскуляція вказувало на дії, що роблять чоловіка менш мужнім, у тому числі шляхом приниження. Це також може означати позбавлення будь-якої бадьорості чи ефективності. Це образне вживання стало більш поширеним, ніж буквальне значення. Наприклад: «William Lewis Hughes voted for Folkestone's amendment to Curwen's emasculated reform bill, 12 June 1809…»
У рослинництві видалення чоловічих (пилкових) частин рослини, здебільшого для контрольованого запилення та розмноження, також називається емаскуляцією.